# Igor Karaman
Igor Karaman (Split, 1927. – Zagreb, 1995.), hrvatski povjesničar, akademik.

## Životopis
Rođen je u Splitu, gdje je pohađao osnovnu školu i gimnaziju, obitelj mu se 1941. seli u Zagreb gdje dovršava gimnaziju. Zaposlenik je Hrvatskog povijesnog muzeja od 1946. do 1949., potom od 1949. do 1959. radi u Hrvatskom državnom arhivu. Diplomirao je povijest 1952. na Filozofskom fakultetu u Zagrebu, te 1960. doktorirao s disertacijom naslova "Valpovačko vlastelinstvo: ekonomsko-historijska analiza".
Monografija "Tisućljetni Zagreb" koju je napisao s prof. Ivanom Kampušem najbolji je rad te vrste o Zagrebu, doživjela je 6 izdanja i prevedena je na više stranih jezika.
Jedan je od utemeljitelja Instituta za hrvatsku povijest Zagrebačkog sveučilišta, bio je njegov predstojnik od 1974. do 1978. g. Kao član suradnik HAZU, od 1978. do 1982., postaje voditelj Akademijina Zavoda za povijesne znanosti u Zagrebu. Kad je "Enciklopedija hrvatske povijesti i kulture" kojoj je bio urednik zabranjena zbog članka o Jasenovcu, odriče se članstva u HAZU.

## Nepotpun popis djela
- "Hrvatska na pragu modernizacije : (1750 – 1918.)" Naklada Ljevak, Zagreb 2000. ISBN 953-178-155-9
- "Vukovar : vjekovni hrvatski grad na Dunavu" Nakladna kuća Dr. Feletar, Koprivnica 1994. ISBN 953-6235-00-5
- "Enciklopedija hrvatske povijesti i kulture" Školska knjiga, Zagreb 1980.
- "Tisućljetni Zagreb: od davnih naselja do suvremenog velegrada" (suautor Ivan Kampuš) Školska knjiga, Zagreb 1–1975., 2–1979., 3–1987., 4–1988., 5–1989., 6–1994.
- "Spomenica Josipa Matasovića: (1892 – 1962)" Povijesno društvo Hrvatske, Zagreb 1972.